# Сергіївка (Новомиколаївська селищна громада)
Се́ргіївка — село в Україні, у Новомиколаївській селищній громаді Запорізького району Запорізької області. Населення становить 143 осіб. До 2020 орган місцевого самоврядування - Підгірненська сільська рада.

## Географія
Село Сергіївка знаходиться за 2 км від лівого берега річки Широка, на відстані 4 км від сіл Кринівка та Листівка. На західній околиці села бере початок Балка Ропівська. 

## Історія
7 (20) листопада 1917 року, відповідно до Третього Універсалу Української Центральної Ради, увійшло до складу Української Народної Республіки.
12 червня 2020 року, відповідно до Розпорядження Кабінету Міністрів України від № 713-р «Про визначення адміністративних центрів та затвердження територій територіальних громад Запорізької області», увійшло до складу Новомиколаївської селищної громади.
19 липня 2020 року, в результаті адміністративно-територіальної реформи та ліквідації Новомиколаївського району, село увійшло до складу Запорізького району.

## Населення

### Мова
Розподіл населення за рідною мовою за даними перепису 2001 року:
| Мова       | Кількість | Відсоток |
| ---------- | --------- | -------- |
| українська | 143       | 100%     |